# Delfina Acosta
Delfina Acosta (Assunção, Paraguai, 24 de dezembro de 1956) é escritora, poeta e colunista. Ganhadora dos prêmios Amigos da Arte pelo trabalho Todas las voces, Mujer o qual figura entre as mil obras mais consultadas da Biblioteca Virtual Miguel de Cervantes e o prêmio Roque Gaona pelo seu livro de poemas  Querido mío.

## Profissional
Seus contos e poemas estão incluidos em diversas antologias paraguaias e internacionais.
Colunista do  Diário ABC Color na seção cultural.

### Obras
- Poesía itinerante, publicação coletiva (1984).
- Todas las voces, mujer (1986).
- Cruz del colibrí (1993).
- Pilares de Asunción (1987).
- Versos esenciales, como homenagem ao poeta chileno Pablo Neruda (2001).
- Romancero de mi pueblo (2003).
- Reuniu seus contos premiados e menções em concursos literários no livro El viaje.
- Querido mío. Último libro, superventas en Asunción (2004).

### Prêmios
- Prêmio ''Amigos del arte'', pela publicação ''Todas las voces, mujer'' (1986).
- Prêmio ''Mburucuyá de Plata'' en los ''Juegos Florales'' (concurso organizado por la municipalidad de Asunción en ocasión del aniversario número 450 de su fundación) (1987).[3]
- Prêmio del PEN club del Paraguay por el poemario ''Versos esenciales'', hecho como homenaje al poeta chileno Pablo Neruda (2001).
- Segundo prêmio ''Federico García Lorca'' por ''Romancero de mi pueblo (2003)''.
- Prêmio ''Roque Gaona'', por ''Querido mío (2004)''.
- Segundo prêmio ''Poesía Joven (1983)''[3]
- Prêmio "Primera mención" no Concurso da Municipalidade de Assunção (1991)[3]